# Pando (Vizcaya)
Pando es una entidad de población española del municipio de Valle de Carranza, perteneciente a la provincia de Vizcaya, en la comunidad autónoma del País Vasco.

## Historia
Hacia mediados del siglo XIX, el lugar ya pertenecía al ayuntamiento de Valle de Carranza. Aparece descrito en el duodécimo volumen del Diccionario geográfico-estadístico-histórico de España y sus posesiones de Ultramar de Pascual Madoz con las siguientes palabras:

PANDO: barrio en la prov. de Vizcaya, part. jud. de Valmaseda, térm. de Carranza. Tiene una parr. dedicada á San Juan y servida por un beneficiado.
(Madoz, 1849, p. 670)

En 2022, tenía empadronados 42 habitantes.

## Patrimonio
Hay en el lugar una iglesia de San Juan.